# Paul Muni

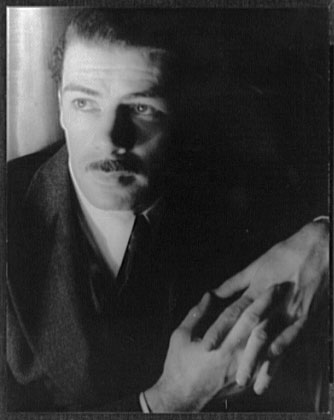
Paul Muni

Paul Muni (n. 22 septembrie 1895, Lemberg, Regatul Galiției și Lodomeriei, Austro-Ungaria – d. 25 august 1967, Montecito⁠(d), Comitatul Santa Barbara, California, SUA) a fost un actor american de teatru și film, laureat cu Premiul Oscar pentru rolul principal în Viața lui Louis Pasteur.

## Filmografie
| An   | Film                              | Rol                                                                               | Note |
| ---- | --------------------------------- | --------------------------------------------------------------------------------- | --- |
| 1929 | The Valiant                       | James Dyke                                                                        | Nominalizare — Academy Award for Best Actor |
| 1929 | Seven Faces                       | Papa Chibou, Diablero, Willie Smith, Franz Schubert, Don Juan, Joe Gans, Napoleon | |
| 1932 | Scarface                          | Antonio "Tony" Camonte                                                            | |
| 1932 | I Am a Fugitive from a Chain Gang | James Allen                                                                       | Nominalizare — Academy Award for Best Actor |
| 1933 | The World Changes                 | Orin Nordholm Jr.                                                                 | |
| 1934 | Hi, Nellie!                       | Brad Bradshaw                                                                     | |
| 1935 | Bordertown                        | Johnny Ramirez                                                                    | |
| 1935 | Black Fury                        | Joe Radek                                                                         | Nominalizare — Academy Award for Best Actor |
| 1935 | Dr. Socrates                      | Dr. Lee Cardwell, poreclit "Dr. Socrates"                                         | |
| 1936 | The Story of Louis Pasteur        | Louis Pasteur                                                                     | Academy Award for Best Actor Volpi Cup for Best Actor |
| 1937 | The Good Earth                    | Wang                                                                              | |
| 1937 | The Woman I Love                  | Lt. Claude Maury                                                                  | |
| 1937 | The Life of Emile Zola            | Émile Zola                                                                        | New York Film Critics Circle Award for Best Actor Nominalizare — Academy Award for Best Actor                                                                 |
| 1939 | Juarez                            | Benito Juárez                                                                     | |
| 1939 | We Are Not Alone                  | Dr. David Newcome                                                                 | |
| 1941 | Hudson's Bay                      | Pierre-Esprit Radisson                                                            | |
| 1942 | Commandos Strike at Dawn          | Erik Toresen                                                                      | |
| 1943 | Stage Door Canteen                | În rolul său                                                                      | |
| 1945 | A Song to Remember                | Prof. Joseph Elsner                                                               | Realizat în Tehnicolor |
| 1945 | Counter-Attack                    | Alexei Kulkov                                                                     | |
| 1946 | Angel on My Shoulder              | Eddie Kagle/Judge Fredrick Parker                                                 | |
| 1952 | Imbarco a mezzanotte              | The Stranger With A Gun                                                           | Denumit Stranger on the Prowl în SUA |
| 1959 | The Last Angry Man                | Dr. Sam Abelman                                                                   | Mar del Plata Film Festival Award for Best Actor Nominalizare — Academy Award for Best Actor Nominalizare — New York Film Critics Circle Award for Best Actor |

## Legături externe
- Paul Muni la Internet Movie Database